# Селиткан
Селиткан (эвенк. селета — «речной поток») — река в Амурской области России, правый приток Селемджи.
Исток — на западном склоне хребта Ям-Алинь. Протекает между Селемджинским и Селитканским хребтами по территории Селемджинского района. Длина — 180 км, площадь водосборного бассейна — 2970 км². Насчитывает 28 притоков протяжённостью более 10 км.
Система водного объекта: Селемджа → Зея → Амур → Охотское море.

## Данные водного реестра
По данным государственного водного реестра России относится к Амурскому бассейновому округу, речной бассейн реки — Амур, речной подбассейн реки — Зея,
водохозяйственный участок реки — Селемджа.
Код объекта в государственном водном реестре — 20030400312118100034654.

## Основные притоки
(расстояние от устья)
- 112 км: река Инарагда (пр)
- 128 км: река Сэги (пр)
- 140 км: река Коврижка (пр)

## В литературе
По Селиткану проходил путь спасения героев повести Григория Анисимовича Федосеева «Поиск» — геодезистов топографического подразделения Нижне-Амурской экспедиции, застигнутых пожаром в тайге.
…Харько́в не ожидал, что Селиткан, долгожданный Селиткан встретит его таким гневом. Он стоял поражённый, он с томительной завистью провожал бегущие волны. Какой заманчивой, какой спасительной казалась ему даль. Он знал, что там, у далёкого горизонта, заваленного высоченными гольцами, Селиткан сливается с Селемджой, на берегах которой ютятся поселения золотоискателей, он понимал, что для отряда нет иного пути к людям — только по Селиткану…